# 萬葉假名
萬葉假名（日语：／ Manyōgana *，發音：[maɰ̃joꜜːɡana] 或 [maɰ̃joːɡana]），是指日本古代借用汉字的发音来书写日语而使用的一套汉字。
「萬葉」取自奈良時代的和歌選集《萬葉集》，而萬葉集的和歌便是以含糊的萬葉假名表示。
從平安时代開始，以草书書寫的一字一音萬葉假名（也就是草仮名）逐漸简化成了平假名；而奈良時代的日本僧人為了能準確的理解和誦讀漢語經典，擷取一字一音萬葉假名的部份筆劃來標音和漢文訓讀，就演變成了片假名。
歷史上最早使用萬葉假名的例子，可能是1968年出土的稻荷山古墳出土鐵劍。據估計，該劍製成於公元471年或531年。

## 概要
万叶假名最大的特点是不取汉字的原意，只将汉字用于表示日语的发音。如用“波奈”表示“花”，用“也麻”表示“山”。
万叶假名不全是一字一音的對應，甚至還會根據語意和發音來玩文字遊戲。相較之下，《古事記》內含的萬葉假名多以一字一音表示。
同时，万叶假名中一个音常常对应了多个汉字，如"し(shi)"这个音可以用之、思、師、四、志等多个汉字表示。根据大野晋制作的一览表（1958年），万叶假名中使用的汉字数达到了973个。

## 種類
借音假名
- 一個字表記一個音節
全用：
略用：
- 一個字記兩個音節

借訓假名
- 一個字表記一個音節
全用：
略用：
- 一個字表記兩個音節
- 兩個字表記一個音節

事實上並沒有嚴謹的規則去劃分「借音假名」跟「借訓假名」，甚至一個現代假名可以對應到很多「借音假名」，而且當時並沒有類似浊音符這種區分清濁的標準符號，所以解讀萬葉假名非常依賴於對文意的理解和對日本漢字音的考據。

## 音表
|              | ア行 | カ行 | サ行 | タ行 | ナ行 | ハ行 | マ行 | ヤ行 | ラ行 | ワ行 | ガ行 | ザ行 | ダ行 | バ行 |
| ------------ | ---- | ---- | ---- | ---- | ---- | ---- | ---- | ---- | ---- | ---- | ---- | ---- | ---- | ---- |
| ア段         |      |      |      |      |      |      |      |      |      |      |      |      |      |      |
| イ段（甲類） |      |      |      |      |      |      |      |      |      |      |      |      |      |      |
| イ段（乙類） |      |      |      |      |      |      |      |      |      |      |      |      |      |      |
| ウ段         |      |      |      |      |      |      |      |      |      |      |      |      |      |      |
| エ段（甲類） |      |      |      |      |      |      |      |      |      |      |      |      |      |      |
| エ段（乙類） |      |      |      |      |      |      |      |      |      |      |      |      |      |      |
| オ段（甲類） |      |      |      |      |      |      |      |      |      |      |      |      |      |      |
| オ段（乙類） |      |      |      |      |      |      |      |      |      |      |      |      |      |      |

### 重紐對映律
表中甲類的借音假名幾乎不使用重紐三等乙類的字。乙類的借音假名也不使用重紐三等甲類的字。